# Xian de Heshun
Le xian de Heshun (和顺县 ; pinyin : Héshùn Xiàn) est une subdivision de la province du Shanxi en Chine. Il est placé sous la juridiction administrative de la ville-préfecture de Jinzhong.

## Démographie
La population du district était de 133 417 habitants en 1999.